# Копровский, Хилари
Хилари Копровский (англ. Hilary Koprowski; 5 декабря 1916, Варшава — 11 апреля 2013, Филадельфия) — американский вирусолог еврейского происхождения, показал эффективность первой живой вакцины против полиомиелита. Директор Вистаровского института (1957—1991).

## Биография
Хилари Копровский родился в Варшаве в еврейской семье. Его мать, Соня Самуиловна (Софья Семёновна) Берлянд (1883—1967), была одной из первых женщин-стоматологов в Российской империи. В 1906 году в Оструве после переезда с семьёй из Бердичева она знакомится с будущим мужем Павлом Копровским, служившим здесь в царской армии. После женитьбы в 1912 году они поселились в Варшаве, где мать открыла зубоврачебный кабинет, а дед, купец Самуил Берлянд, - обувную фабрику. Павел Копровский впоследствии стал крупным предпринимателем и занимался импортом британского сукна.
В пять лет Хилари начал учиться игре на фортепиано. Долго не мог выбрать между профессиями врача и музыканта, на которых настаивала его мать. В результате поступил одновременно и в консерваторию, и на медицинский факультет Варшавского университета, который окончил в 1939 году с докторской степенью.
После германского вторжения эмигрировал в Италию, где учился в Национальной академии Св. Цецилии по классу фортепиано. В 1940 году с семьёй переехал в Рио-де-Жанейро, где работал  в Фонде Рокфеллера над созданием вакцины от жёлтой лихорадки. 
После Второй мировой войны поселился в Нью-Йорке, где занялся разработкой вакцины от полиомиелита. Получив живую вакцину из кусочков спинного и головного мозга хлопкового хомяка, зараженного полиомиелитом, он проверил её безопасность на себе и своём ассистенте, затем на обезьянах. Дальнейшие исследования показали безопасность вакцины, и к началу 1960 года ей были привиты около 13 миллионов человек.

## Семья
- Жена — Ирена Копровска (урождённая Грасберг; 1917—2012), цитолог, профессор медицинской школы Университета Дрексела (Hahnemann Medical College).
- Двоюродный брат — Семён Семёнович Берлянд (1905—1970), инженер путей сообщения, автор «Краткого справочника железнодорожника чёрной металлургии» (1961); его жена — мемуаристка Юдифь Александровна Язвина (1914—2006), сын — доктор фармацевтических наук, профессор и заведующий кафедрой общей и биоорганической химии Московского государственного медико-стоматологического университета Александр Семёнович Берлянд (1944—2015).[9][10]
- Двоюродная сестра — музыковед Елена Семёновна Берлянд-Чёрная (1903—2008), доктор искусствоведения; её муж — писатель Осип Евсеевич Чёрный (1899—1981).